# 微晶

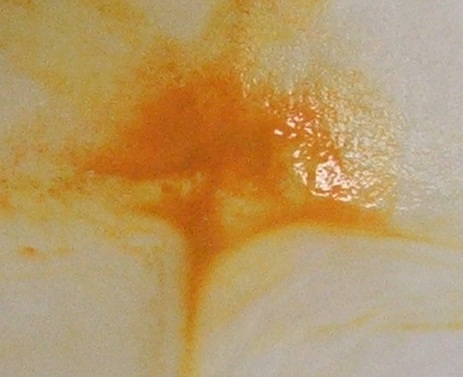
微晶氧化銅(I)。

微晶（英語：microcrystal），也称微晶体，指的是只能在显微镜下看到的微小結晶物質或岩石。与之相对的是粗晶（macrocrystal），指的是肉眼可以很容易分辨的晶体。對於應被視為微晶的晶體尺寸範圍幾乎沒有達成一致，但建議的極端值範圍是 1 至 200 微米。